# Aušrinė
Aušrinė (»Morgenröte«) ist in der litauischen Mythologie die Göttin der Dämmerung und der Morgenröte.

## Mythos
Nach litauischen Volksliedern verliebte sich der Mondgott Mėnuo in die junge Aušrinė, weshalb sich Mėnuo und seine Frau Saulė zerstritten und ihre Ehe aufgelöst wurde.
Die Göttin wird zuerst vom polnischen Historiker Jan Łasicki erwähnt:

„Ausca, dea est radiorum solis vel occumbentis vel supra horizontem ascendentis.“

„Ausca ist die Göttin der Sonnenstrahlen, die sowohl niedersinken als auch über den Horizont aufsteigen.“

Der Name Ausca gibt dabei ungenau den Namen Aušra wieder.

## Vergleiche
In der lettischen Mythologie ist Auseklis der Gott des Morgensterns.
Die Göttin wird mit der angenommenen indogermanischen Göttin *H2eusōs (»Morgenröte«) verglichen und kann dann zur vedischen Uṣāḥ, der griechischen Ēōs und der römischen Aurōra gestellt werden.